# 瑞穂市

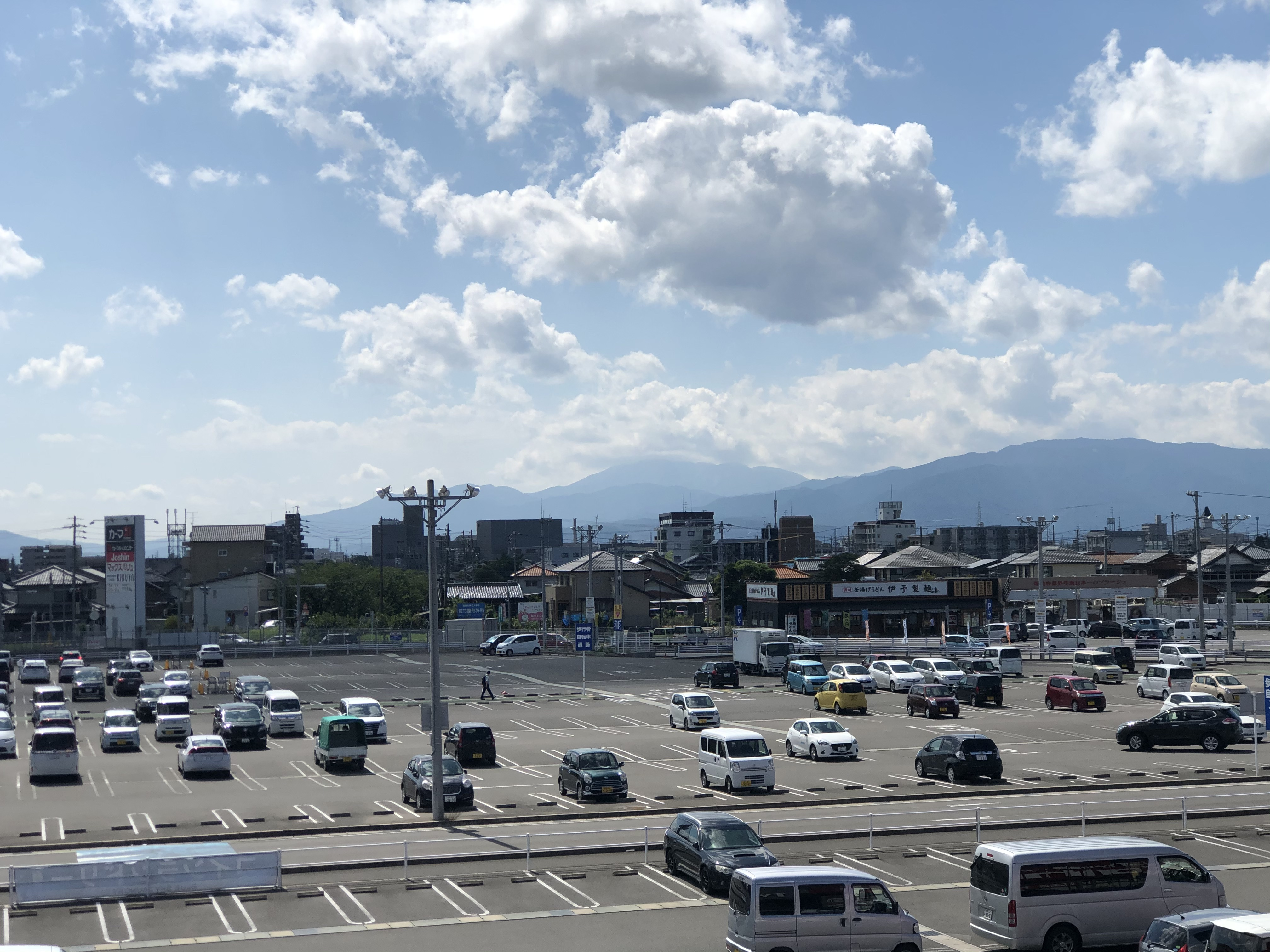
瑞穂市役所周辺の市街地

瑞穂市（みずほし）は、岐阜県南西部にある市。2003年（平成15年）に旧穂積町と旧巣南町の合併により誕生した。岐阜県内での区分では岐阜地区に含まれる。
岐阜市と大垣市の中間に位置する。東海道線穂積駅が立地し、岐阜市や名古屋市のベッドタウンとして人口が増加しており、岐阜市への通勤率は21.4％、名古屋市への通勤率は6.5％（令和2年国勢調査）。
富有柿発祥の地である。

## 地理

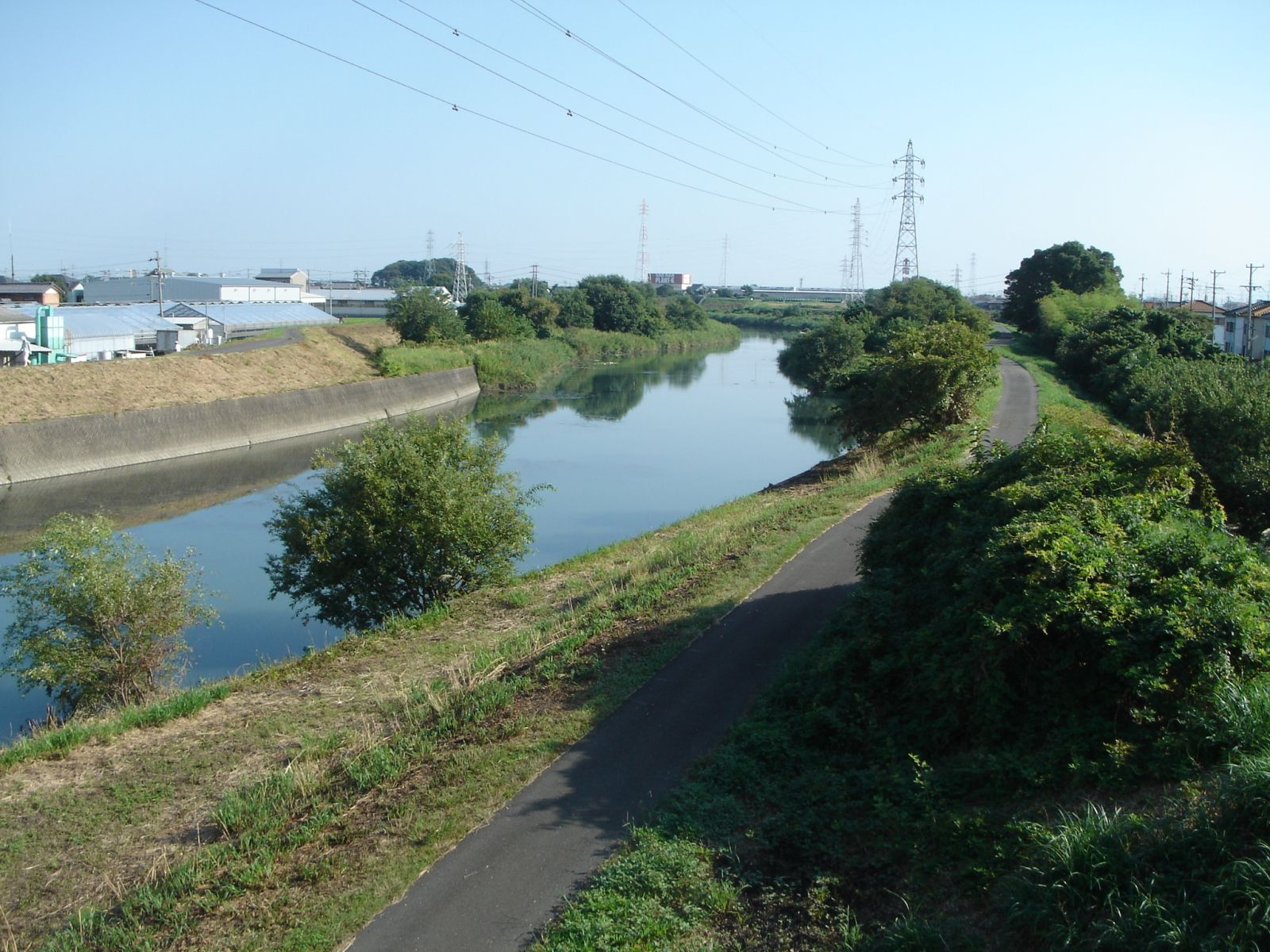
五六川

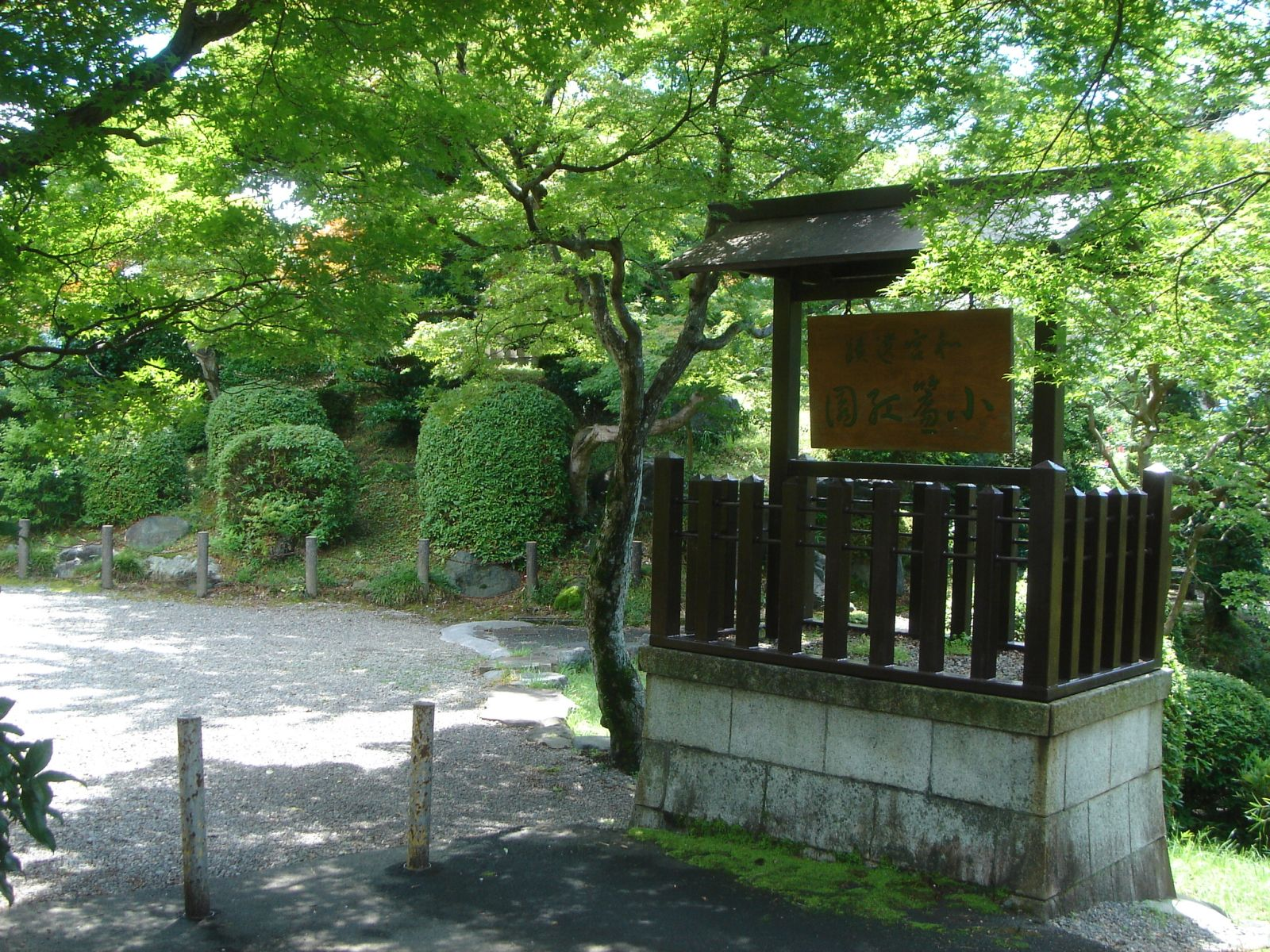
小簾紅園

濃尾平野の北西部、長良川と揖斐川に挟まれた位置にある。なお呂久集落のみ揖斐川の右岸にある。これは大正の河川改修まで揖斐川（伊尾川）が呂久の西を流れていた名残りである。

### 地形

#### 河川

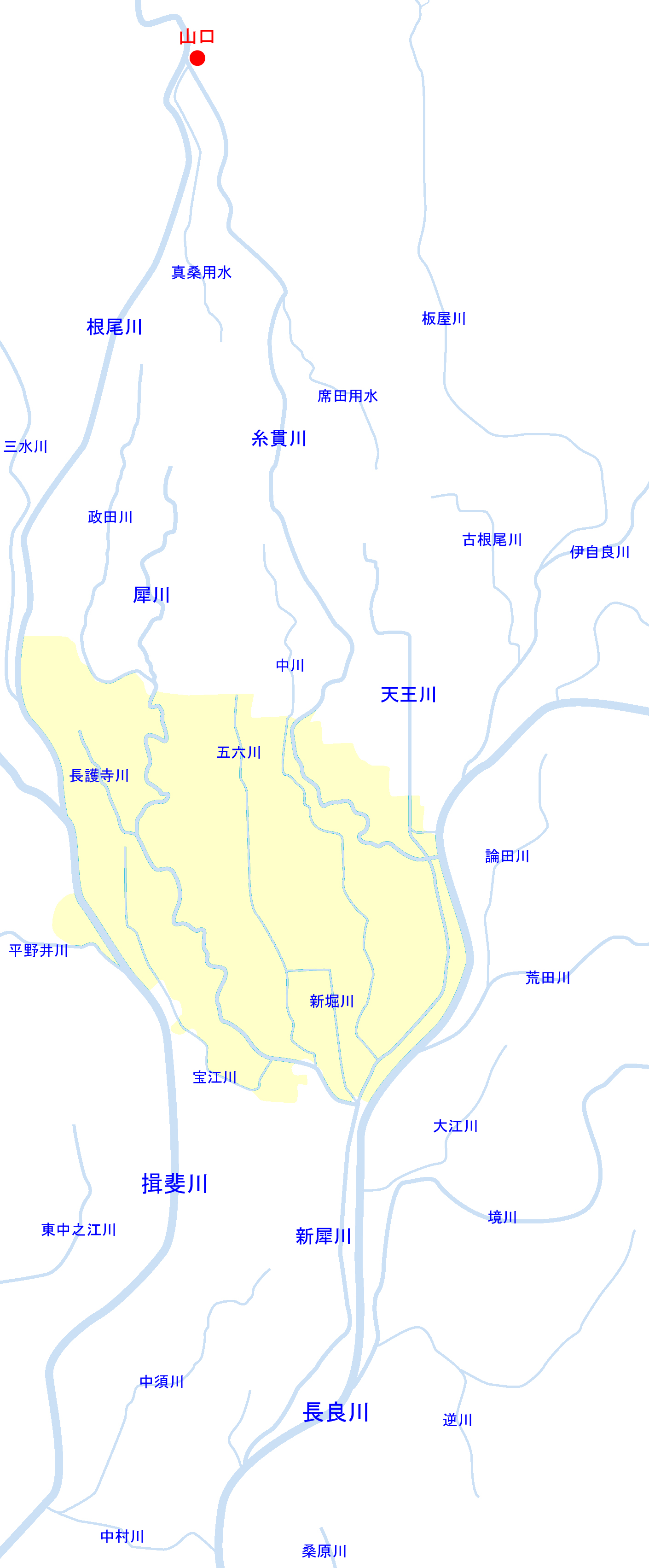
現在の瑞穂市（着色部）周辺河川の位置関係図

大小多くの河川がある。以下に主な河川を列挙する。
- 長良川
- 揖斐川
- 糸貫川
- 犀川
- 五六川
- 中川
- 新堀川

### 人口
2020年国勢調査での5年人口増加率は+3.74％で、岐阜県内の市町村で第2位。また65歳以上の人口比率は21.5％であり、岐阜県内の市町村で最も低い。
| |                                        |  |
| 瑞穂市と全国の年齢別人口分布（2005年） | 瑞穂市の年齢・男女別人口分布（2005年） |  |
| ■紫色 ― 瑞穂市 ■緑色 ― 日本全国 | ■青色 ― 男性 ■赤色 ― 女性              |  |
| 瑞穂市（に相当する地域）の人口の推移 \| 1970年（昭和45年） \| 21,236人 \| \| \| 1975年（昭和50年） \| 27,230人 \| \| \| 1980年（昭和55年） \| 32,247人 \| \| \| 1985年（昭和60年） \| 36,121人 \| \| \| 1990年（平成2年） \| 40,074人 \| \| \| 1995年（平成7年） \| 43,892人 \| \| \| 2000年（平成12年） \| 46,571人 \| \| \| 2005年（平成17年） \| 50,009人 \| \| \| 2010年（平成22年） \| 51,950人 \| \| \| 2015年（平成27年） \| 54,354人 \| \| \| 2020年（令和2年） \| 56,388人 \| \| |                                        |  |
| 総務省統計局 国勢調査より |                                        |  |
| 1970年（昭和45年） | 21,236人                               |  |
| 1975年（昭和50年） | 27,230人                               |  |
| 1980年（昭和55年） | 32,247人                               |  |
| 1985年（昭和60年） | 36,121人                               |  |
| 1990年（平成2年） | 40,074人                               |  |
| 1995年（平成7年） | 43,892人                               |  |
| 2000年（平成12年） | 46,571人                               |  |
| 2005年（平成17年） | 50,009人                               |  |
| 2010年（平成22年） | 51,950人                               |  |
| 2015年（平成27年） | 54,354人                               |  |
| 2020年（令和2年） | 56,388人                               |  |

### 隣接自治体
岐阜県
- 岐阜市
- 大垣市
- 本巣市
- 本巣郡：北方町
- 安八郡：神戸町
- 安八郡：安八町
- 揖斐郡：大野町

### 町・字
穂積地区
- 馬場
- 馬場前畑町
- 馬場上光町
- 馬場春雨町
- 馬場小城町
- 馬場北町
- 生津
- 生津滝坪町
- 生津内宮町
- 生津外宮東町
- 生津外宮前町
- 生津天王町
- 生津天王東町
- 本田
- 只越
- 別府
- 穂積
- 稲里
- 十九条
- 牛牧
- 宝江
- 野田新田
- 野白新田
- 祖父江
- 東結 - 2001年、安八郡安八町との行政界変更を行い設置
- 犀川 - 2009年、牛牧の一部と宝江の一部をもって設置

巣南地区
- 七崎
- 居倉
- 森
- 田之上
- 唐栗
- 宮田
- 大月
- 重里
- 美江寺
- 十七条
- 十八条
- 古橋
- 横屋
- 中宮
- 呂久

## 歴史

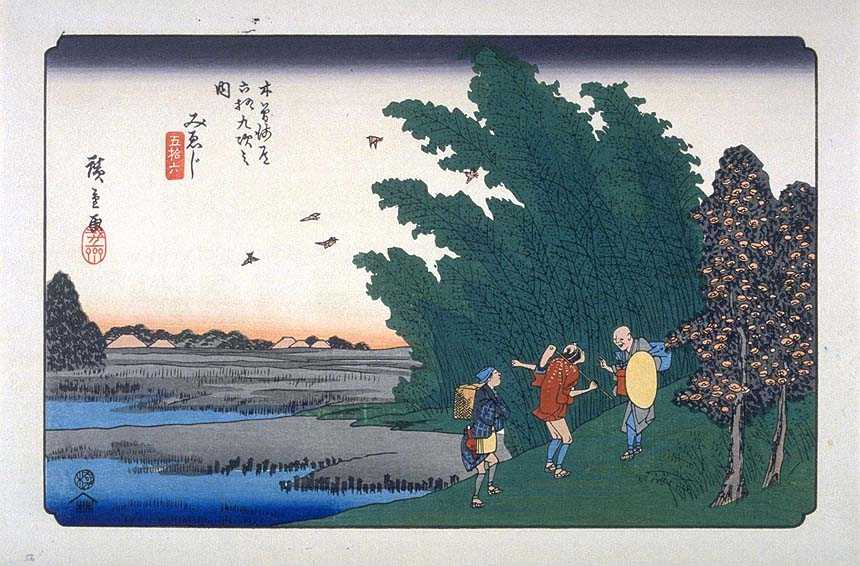
中山道 美江寺宿

### 古代
倭姫命が滞在した美濃国伊久良河宮は、瑞穂市居倉の天神神社の事であったといわれている。

### 近世
戦国時代から江戸時代初期にかけて赤坂から現在の瑞穂市内を通って加納に至る道が整備され、後に中山道とされる。この時呂久川（現：揖斐川）に呂久の渡しが設けられた。後に和宮もここを渡っている。中山道の宿場町として美江寺宿が整備された。

### 現代
1953年（昭和28年）に施行された町村合併促進法を受けて本巣郡南部では穂積町、牛牧村、本田村、鷺田村、船木村、川崎村の6町村での合併計画が持ち上がった。6町村の合同で議会が行われたが、意見の相違により合併には至らなかった。その後のそれぞれの協議によって穂積町、牛牧村、本田村と生津村の一部の4町村、鷺田村、船木村、川崎村の3村での枠組みに落ち着き、それぞれ新たに穂積町と巣南村が発足した。
地方分権の一環として市町村合併が推進され、合併や広域行政について検討が行われる中、穂積町と巣南町では1999年度に2町での合併に向けて動きを本格化させた。その後、本巣郡の7町村、北方町を含めた3町での合併も持ち上がったが、いずれも不調に終わった。北方町の離脱後、2町で法定合併協議会を設置した。協議と手続きの末、2003年5月に穂積町と巣南町が合併して瑞穂市が発足した。
市名に採用された「瑞穂」とは、古事記や日本書紀に日本国の美称として、「葦がしげり、稲穂がみずみずしく育って、豊かな国」と解釈される「豊葦原之瑞穂国」と現れるものである。垂仁天皇の命を受けた倭姫命が天照大神を祀る地を求めて、美濃国の伊久良河宮（現在の瑞穂市居倉）にとどまり、その後、生津から川を下って伊勢に赴かれた伝説があることから「瑞穂市」が推薦され、合併協議会での投票により最終決定した。

### 行政区画の変遷
- 1948年（昭和23年） - 穂積村が穂積町となる。
- 1954年（昭和29年）9月 - 川崎村、船木村、鷺田村の3村が合併し、巣南村となる[12]。
- 1954年（昭和29年）11月 - 穂積町、本田村、牛牧村と生津村大字生津・大字馬場が新設合併により穂積町となる[21]。
- 1957年（昭和32年）7月 - 巣南村大字宝江を穂積町に編入する[22]。
- 1964年（昭和39年）4月 - 巣南村が巣南町となる[23]。
- 2003年（平成15年）5月1日 - 本巣郡穂積町、巣南町が合併して瑞穂市が発足。発足時の人口は約4万8千人。旧穂積町役場に市役所がおかれた。

### 変遷表
| 明治元年          | 明治7年                   | 明治8年                   | 明治12年 2月18日 郡区町村 編成法施行 | 明治12年 11月   | 明治22年 7月1日 町村制施行 | 明治30年 4月1日 | 昭和23年 10月1日                    | 昭和29年 9月20日               | 昭和30年 4月1日                      | 昭和32年 7月1日                      | 昭和39年 4月1日                    | 平成15年 5月1日        | 現在                 |
| ----------------- | ------------------------- | ------------------------- | ------------------------------------ | --------------- | -------------------------- | --------------- | ----------------------------------- | ------------------------------ | ------------------------------------ | ------------------------------------ | ---------------------------------- | ---------------------- | -------------------- |
| 本巣郡 美江寺村   | 本巣郡 美江寺村           | 本巣郡 美江寺村           | 本巣郡 美江寺村                      | 本巣郡 美江寺村 | 本巣郡 船木村              | 本巣郡 船木村   | 本巣郡 船木村                       | 昭和29年 9月20日 本巣郡 巣南村 | 本巣郡 巣南村                        | 本巣郡 巣南村                        | 昭和39年 4月1日 町制 本巣郡 巣南町 | 平成15年 5月1日 瑞穂市 | 瑞穂市               |
| 本巣郡 十七条村   | 本巣郡 十七条村           | 本巣郡 十七条村           | 本巣郡 十七条村                      | 本巣郡 十七条村 | 本巣郡 船木村              | 本巣郡 船木村   | 本巣郡 船木村                       | 昭和29年 9月20日 本巣郡 巣南村 | 本巣郡 巣南村                        | 本巣郡 巣南村                        | 昭和39年 4月1日 町制 本巣郡 巣南町 | 平成15年 5月1日 瑞穂市 | 瑞穂市               |
| 本巣郡 十八条村   | 本巣郡 十八条村           | 本巣郡 十八条村           | 本巣郡 十八条村                      | 本巣郡 十八条村 | 本巣郡 船木村              | 本巣郡 船木村   | 本巣郡 船木村                       | 昭和29年 9月20日 本巣郡 巣南村 | 本巣郡 巣南村                        | 本巣郡 巣南村                        | 昭和39年 4月1日 町制 本巣郡 巣南町 | 平成15年 5月1日 瑞穂市 | 瑞穂市               |
| 本巣郡 十五条村   | 本巣郡 十五条村           | 明治8年1月 本巣郡 重里村  | 本巣郡 重里村                        | 本巣郡 重里村   | 本巣郡 船木村              | 本巣郡 船木村   | 本巣郡 船木村                       | 昭和29年 9月20日 本巣郡 巣南村 | 本巣郡 巣南村                        | 本巣郡 巣南村                        | 昭和39年 4月1日 町制 本巣郡 巣南町 | 平成15年 5月1日 瑞穂市 | 瑞穂市               |
| 大野郡 三日市場村 | 大野郡 三日市場村         | 明治8年1月 本巣郡 重里村  | 本巣郡 重里村                        | 本巣郡 重里村   | 本巣郡 船木村              | 本巣郡 船木村   | 本巣郡 船木村                       | 昭和29年 9月20日 本巣郡 巣南村 | 本巣郡 巣南村                        | 本巣郡 巣南村                        | 昭和39年 4月1日 町制 本巣郡 巣南町 | 平成15年 5月1日 瑞穂市 | 瑞穂市               |
| 大野郡 唐栗村     | 大野郡 唐栗村             | 大野郡 唐栗村             | 大野郡 唐栗村                        | 大野郡 唐栗村   | 大野郡 川崎村              | 大野郡 川崎村   | 大野郡 川崎村                       | 昭和29年 9月20日 本巣郡 巣南村 | 本巣郡 巣南村                        | 本巣郡 巣南村                        | 昭和39年 4月1日 町制 本巣郡 巣南町 | 平成15年 5月1日 瑞穂市 | 瑞穂市               |
| 大野郡 森村       | 大野郡 森村               | 大野郡 森村               | 大野郡 森村                          | 大野郡 森村     | 大野郡 川崎村              | 大野郡 川崎村   | 大野郡 川崎村                       | 昭和29年 9月20日 本巣郡 巣南村 | 本巣郡 巣南村                        | 本巣郡 巣南村                        | 昭和39年 4月1日 町制 本巣郡 巣南町 | 平成15年 5月1日 瑞穂市 | 瑞穂市               |
| 大野郡 一ツ木村   | 大野郡 一ツ木村           | 明治8年 1月 大野郡 七崎村 | 大野郡 七崎村                        | 大野郡 七崎村   | 大野郡 川崎村              | 大野郡 川崎村   | 大野郡 川崎村                       | 昭和29年 9月20日 本巣郡 巣南村 | 本巣郡 巣南村                        | 本巣郡 巣南村                        | 昭和39年 4月1日 町制 本巣郡 巣南町 | 平成15年 5月1日 瑞穂市 | 瑞穂市               |
| 大野郡 東座倉村   | 大野郡 東座倉村           | 明治8年 1月 大野郡 七崎村 | 大野郡 七崎村                        | 大野郡 七崎村   | 大野郡 川崎村              | 大野郡 川崎村   | 大野郡 川崎村                       | 昭和29年 9月20日 本巣郡 巣南村 | 本巣郡 巣南村                        | 本巣郡 巣南村                        | 昭和39年 4月1日 町制 本巣郡 巣南町 | 平成15年 5月1日 瑞穂市 | 瑞穂市               |
| 大野郡 田ノ上村   | 大野郡 田ノ上村           | 大野郡 田ノ上村           | 大野郡 田ノ上村                      | 大野郡 田ノ上村 | 大野郡 川崎村              | 大野郡 川崎村   | 大野郡 川崎村                       | 昭和29年 9月20日 本巣郡 巣南村 | 本巣郡 巣南村                        | 本巣郡 巣南村                        | 昭和39年 4月1日 町制 本巣郡 巣南町 | 平成15年 5月1日 瑞穂市 | 瑞穂市               |
| 大野郡 宮田村     | 大野郡 宮田村             | 大野郡 宮田村             | 大野郡 宮田村                        | 大野郡 宮田村   | 大野郡 川崎村              | 大野郡 川崎村   | 大野郡 川崎村                       | 昭和29年 9月20日 本巣郡 巣南村 | 本巣郡 巣南村                        | 本巣郡 巣南村                        | 昭和39年 4月1日 町制 本巣郡 巣南町 | 平成15年 5月1日 瑞穂市 | 瑞穂市               |
| 大野郡 大月村     | 大野郡 大月村             | 大野郡 大月村             | 大野郡 大月村                        | 大野郡 大月村   | 大野郡 川崎村              | 大野郡 川崎村   | 大野郡 川崎村                       | 昭和29年 9月20日 本巣郡 巣南村 | 本巣郡 巣南村                        | 本巣郡 巣南村                        | 昭和39年 4月1日 町制 本巣郡 巣南町 | 平成15年 5月1日 瑞穂市 | 瑞穂市               |
| 大野郡 居倉村     | 大野郡 居倉村             | 大野郡 居倉村             | 大野郡 居倉村                        | 大野郡 居倉村   | 大野郡 川崎村              | 大野郡 川崎村   | 大野郡 川崎村                       | 昭和29年 9月20日 本巣郡 巣南村 | 本巣郡 巣南村                        | 本巣郡 巣南村                        | 昭和39年 4月1日 町制 本巣郡 巣南町 | 平成15年 5月1日 瑞穂市 | 瑞穂市               |
| 大野郡 古橋村     | 大野郡 古橋村             | 明治8年 6月 大野郡 古橋村 | 大野郡 古橋村                        | 大野郡 古橋村   | 大野郡 鷺田村              | 大野郡 鷺田村   | 大野郡 鷺田村                       | 昭和29年 9月20日 本巣郡 巣南村 | 本巣郡 巣南村                        | 本巣郡 巣南村                        | 昭和39年 4月1日 町制 本巣郡 巣南町 | 平成15年 5月1日 瑞穂市 | 瑞穂市               |
| 大野郡 堤村       | 大野郡 堤村               | 明治8年 6月 大野郡 古橋村 | 大野郡 古橋村                        | 大野郡 古橋村   | 大野郡 鷺田村              | 大野郡 鷺田村   | 大野郡 鷺田村                       | 昭和29年 9月20日 本巣郡 巣南村 | 本巣郡 巣南村                        | 本巣郡 巣南村                        | 昭和39年 4月1日 町制 本巣郡 巣南町 | 平成15年 5月1日 瑞穂市 | 瑞穂市               |
| 大野郡 北脇村     | 大野郡 北脇村             | 明治8年 6月 大野郡 古橋村 | 大野郡 古橋村                        | 大野郡 古橋村   | 大野郡 鷺田村              | 大野郡 鷺田村   | 大野郡 鷺田村                       | 昭和29年 9月20日 本巣郡 巣南村 | 本巣郡 巣南村                        | 本巣郡 巣南村                        | 昭和39年 4月1日 町制 本巣郡 巣南町 | 平成15年 5月1日 瑞穂市 | 瑞穂市               |
| 大野郡 呂久村     | 大野郡 呂久村             | 大野郡 呂久村             | 大野郡 呂久村                        | 大野郡 呂久村   | 大野郡 鷺田村              | 大野郡 鷺田村   | 大野郡 鷺田村                       | 昭和29年 9月20日 本巣郡 巣南村 | 本巣郡 巣南村                        | 本巣郡 巣南村                        | 昭和39年 4月1日 町制 本巣郡 巣南町 | 平成15年 5月1日 瑞穂市 | 瑞穂市               |
| 大野郡 中宮村     | 大野郡 中宮村             | 大野郡 中宮村             | 大野郡 中宮村                        | 大野郡 中宮村   | 大野郡 鷺田村              | 大野郡 鷺田村   | 大野郡 鷺田村                       | 昭和29年 9月20日 本巣郡 巣南村 | 本巣郡 巣南村                        | 本巣郡 巣南村                        | 昭和39年 4月1日 町制 本巣郡 巣南町 | 平成15年 5月1日 瑞穂市 | 瑞穂市               |
| 大野郡 横屋村     | 大野郡 横屋村             | 大野郡 横屋村             | 大野郡 横屋村                        | 大野郡 横屋村   | 大野郡 鷺田村              | 大野郡 鷺田村   | 大野郡 鷺田村                       | 昭和29年 9月20日 本巣郡 巣南村 | 本巣郡 巣南村                        | 本巣郡 巣南村                        | 昭和39年 4月1日 町制 本巣郡 巣南町 | 平成15年 5月1日 瑞穂市 | 瑞穂市               |
| 大野郡 宝江村     | 大野郡 宝江村             | 大野郡 宝江村             | 大野郡 宝江村                        | 大野郡 宝江村   | 大野郡 鷺田村              | 大野郡 鷺田村   | 大野郡 鷺田村                       | 昭和29年 9月20日 本巣郡 巣南村 | 本巣郡 巣南村                        | 昭和32年 7月1日 本巣郡 穂積町 に編入 | 本巣郡 穂積町                      | 平成15年 5月1日 瑞穂市 | 瑞穂市               |
| 本巣郡 上穂積村   | 明治7年 9月 本巣郡 穂積村 | 明治8年 1月 本巣郡 穂積村 | 本巣郡 穂積村                        | 本巣郡 穂積村   | 本巣郡 穂積村              | 本巣郡 穂積村   | 昭和23年 10月1日 町制 本巣郡 穂積町 | 昭和29年 11月3日 本巣郡 穂積町 | 本巣郡 穂積町                        | 本巣郡 穂積町                        | 本巣郡 穂積町                      | 平成15年 5月1日 瑞穂市 | 瑞穂市               |
| 本巣郡 下穂積村   | 明治7年 9月 本巣郡 穂積村 | 明治8年 1月 本巣郡 穂積村 | 本巣郡 穂積村                        | 本巣郡 穂積村   | 本巣郡 穂積村              | 本巣郡 穂積村   | 昭和23年 10月1日 町制 本巣郡 穂積町 | 昭和29年 11月3日 本巣郡 穂積町 | 本巣郡 穂積町                        | 本巣郡 穂積町                        | 本巣郡 穂積町                      | 平成15年 5月1日 瑞穂市 | 瑞穂市               |
| 本巣郡 前野村     | 本巣郡 前野村             | 明治8年 1月 本巣郡 穂積村 | 本巣郡 穂積村                        | 本巣郡 穂積村   | 本巣郡 穂積村              | 本巣郡 穂積村   | 昭和23年 10月1日 町制 本巣郡 穂積町 | 昭和29年 11月3日 本巣郡 穂積町 | 本巣郡 穂積町                        | 本巣郡 穂積町                        | 本巣郡 穂積町                      | 平成15年 5月1日 瑞穂市 | 瑞穂市               |
| 本巣郡 上橋本村   | 本巣郡 上橋本村           | 明治8年 1月 本巣郡 稲里村 | 本巣郡 稲里村                        | 本巣郡 稲里村   | 本巣郡 穂積村              | 本巣郡 穂積村   | 昭和23年 10月1日 町制 本巣郡 穂積町 | 昭和29年 11月3日 本巣郡 穂積町 | 本巣郡 穂積町                        | 本巣郡 穂積町                        | 本巣郡 穂積町                      | 平成15年 5月1日 瑞穂市 | 瑞穂市               |
| 本巣郡 柳一色村   | 本巣郡 柳一色村           | 明治8年 1月 本巣郡 稲里村 | 本巣郡 稲里村                        | 本巣郡 稲里村   | 本巣郡 穂積村              | 本巣郡 穂積村   | 昭和23年 10月1日 町制 本巣郡 穂積町 | 昭和29年 11月3日 本巣郡 穂積町 | 本巣郡 穂積町                        | 本巣郡 穂積町                        | 本巣郡 穂積町                      | 平成15年 5月1日 瑞穂市 | 瑞穂市               |
| 本巣郡 別府村     | 本巣郡 別府村             | 本巣郡 別府村             | 本巣郡 別府村                        | 本巣郡 別府村   | 本巣郡 穂積村              | 本巣郡 穂積村   | 昭和23年 10月1日 町制 本巣郡 穂積町 | 昭和29年 11月3日 本巣郡 穂積町 | 本巣郡 穂積町                        | 本巣郡 穂積町                        | 本巣郡 穂積町                      | 平成15年 5月1日 瑞穂市 | 瑞穂市               |
| 本巣郡 上本田村   | 明治7年 9月 本巣郡 本田村 | 本巣郡 本田村             | 本巣郡 本田村                        | 本巣郡 本田村   | 本巣郡 本田村              | 本巣郡 本田村   | 本巣郡 本田村                       | 昭和29年 11月3日 本巣郡 穂積町 | 本巣郡 穂積町                        | 本巣郡 穂積町                        | 本巣郡 穂積町                      | 平成15年 5月1日 瑞穂市 | 瑞穂市               |
| 本巣郡 下本田村   | 明治7年 9月 本巣郡 本田村 | 本巣郡 本田村             | 本巣郡 本田村                        | 本巣郡 本田村   | 本巣郡 本田村              | 本巣郡 本田村   | 本巣郡 本田村                       | 昭和29年 11月3日 本巣郡 穂積町 | 本巣郡 穂積町                        | 本巣郡 穂積町                        | 本巣郡 穂積町                      | 平成15年 5月1日 瑞穂市 | 瑞穂市               |
| 本巣郡 只越村     | 本巣郡 只越村             | 本巣郡 只越村             | 本巣郡 只越村                        | 本巣郡 只越村   | 本巣郡 本田村              | 本巣郡 本田村   | 本巣郡 本田村                       | 昭和29年 11月3日 本巣郡 穂積町 | 本巣郡 穂積町                        | 本巣郡 穂積町                        | 本巣郡 穂積町                      | 平成15年 5月1日 瑞穂市 | 瑞穂市               |
| 本巣郡 牛牧村     | 本巣郡 牛牧村             | 明治8年 1月 本巣郡 牛牧村 | 本巣郡 牛牧村                        | 本巣郡 牛牧村   | 本巣郡 牛牧村              | 本巣郡 牛牧村   | 本巣郡 牛牧村                       | 昭和29年 11月3日 本巣郡 穂積町 | 本巣郡 穂積町                        | 本巣郡 穂積町                        | 本巣郡 穂積町                      | 平成15年 5月1日 瑞穂市 | 瑞穂市               |
| 本巣郡 内野新田   | 本巣郡 内野新田           | 明治8年 1月 本巣郡 牛牧村 | 本巣郡 牛牧村                        | 本巣郡 牛牧村   | 本巣郡 牛牧村              | 本巣郡 牛牧村   | 本巣郡 牛牧村                       | 昭和29年 11月3日 本巣郡 穂積町 | 本巣郡 穂積町                        | 本巣郡 穂積町                        | 本巣郡 穂積町                      | 平成15年 5月1日 瑞穂市 | 瑞穂市               |
| 本巣郡 野田新田   | 本巣郡 野田新田           | 明治8年 1月 本巣郡 牛牧村 | 明治12年 11月 分立 本巣郡 野田新田   | 本巣郡 野畠村   | 本巣郡 牛牧村              | 本巣郡 牛牧村   | 本巣郡 牛牧村                       | 昭和29年 11月3日 本巣郡 穂積町 | 本巣郡 穂積町                        | 本巣郡 穂積町                        | 本巣郡 穂積町                      | 平成15年 5月1日 瑞穂市 | 瑞穂市               |
| 本巣郡 野白新田   | 本巣郡 野白新田           | 明治8年 1月 本巣郡 牛牧村 | 明治12年 11月 分立 本巣郡 野白新田   | 本巣郡 野畠村   | 本巣郡 牛牧村              | 本巣郡 牛牧村   | 本巣郡 牛牧村                       | 昭和29年 11月3日 本巣郡 穂積町 | 本巣郡 穂積町                        | 本巣郡 穂積町                        | 本巣郡 穂積町                      | 平成15年 5月1日 瑞穂市 | 瑞穂市               |
| 本巣郡 十九条村   | 本巣郡 十九条村           | 本巣郡 十九条村           | 本巣郡 十九条村                      | 本巣郡 十九条村 | 本巣郡 牛牧村              | 本巣郡 牛牧村   | 本巣郡 牛牧村                       | 昭和29年 11月3日 本巣郡 穂積町 | 本巣郡 穂積町                        | 本巣郡 穂積町                        | 本巣郡 穂積町                      | 平成15年 5月1日 瑞穂市 | 瑞穂市               |
| 本巣郡 祖父江村   | 本巣郡 祖父江村           | 本巣郡 祖父江村           | 本巣郡 祖父江村                      | 本巣郡 祖父江村 | 本巣郡 牛牧村              | 本巣郡 牛牧村   | 本巣郡 牛牧村                       | 昭和29年 11月3日 本巣郡 穂積町 | 本巣郡 穂積町                        | 本巣郡 穂積町                        | 本巣郡 穂積町                      | 平成15年 5月1日 瑞穂市 | 瑞穂市               |
| 本巣郡 生津村     | 本巣郡 生津村             | 本巣郡 生津村             | 本巣郡 生津村                        | 本巣郡 生津村   | 本巣郡 生津村              | 本巣郡 生津村   | 本巣郡 生津村                       | 昭和29年 11月3日 本巣郡 穂積町 | 本巣郡 穂積町                        | 本巣郡 穂積町                        | 本巣郡 穂積町                      | 平成15年 5月1日 瑞穂市 | 瑞穂市               |
| 本巣郡 馬場村     | 本巣郡 馬場村             | 本巣郡 馬場村             | 本巣郡 馬場村                        | 本巣郡 馬場村   | 本巣郡 生津村              | 本巣郡 生津村   | 本巣郡 生津村                       | 昭和29年 11月3日 本巣郡 穂積町 | 本巣郡 穂積町                        | 本巣郡 穂積町                        | 本巣郡 穂積町                      | 平成15年 5月1日 瑞穂市 | 瑞穂市               |
| 本巣郡 高屋村     | 本巣郡 高屋村             | 本巣郡 高屋村             | 本巣郡 高屋村                        | 本巣郡 高屋村   | 本巣郡 生津村              | 本巣郡 生津村   | 本巣郡 生津村                       | 本巣郡 生津村                  | 昭和30年 4月1日 本巣郡 北方町 の一部 | 本巣郡 北方町 の一部                 | 本巣郡 北方町 の一部               | 本巣郡 北方町 の一部   | 本巣郡 北方町 の一部 |
| 本巣郡 柱本村     | 本巣郡 柱本村             | 本巣郡 柱本村             | 本巣郡 柱本村                        | 本巣郡 柱本村   | 本巣郡 生津村              | 本巣郡 生津村   | 本巣郡 生津村                       | 本巣郡 生津村                  | 昭和30年 4月1日 本巣郡 北方町 の一部 | 本巣郡 北方町 の一部                 | 本巣郡 北方町 の一部               | 本巣郡 北方町 の一部   | 本巣郡 北方町 の一部 |

## 行政

### 市長
- 市長：森和之（2019年6月1日就任、2期目）

歴代市長
| 代         | 氏名     | 就任日       | 退任日        | 備考       |
| ---------- | -------- | ------------ | ------------- | ---------- |
| 職務執行者 | 福野寿英 | 2003年5月1日 | 2003年6月1日  | 旧巣南町長 |
| 初代       | 松野幸信 | 2003年6月1日 | 2007年5月31日 | 旧穂積町長 |
| 2-3代      | 堀孝正   | 2007年6月1日 | 2015年5月31日 | 旧巣南町長 |
| 4代        | 棚橋敏明 | 2015年6月1日 | 2019年5月31日 |            |
| 5-6代      | 森和之   | 2019年6月1日 |               |            |

## 議会

### 市議会
- 定数：18人
- 任期：2024年5月1日 - 2028年4月30日
- 議長：庄田昭人
- 副議長：森清一

| 会派名     | 議席数 | 議員名 |
| ---------- | ------ | --- |
| 創緑会     | 7      | 森清一、若原達夫、藤橋直樹、広瀬守克、宮川頌健、横田真澄、今井充子                                                                 |
| 有隣クラブ | 2      | 今木啓一郎、庄田昭人 |
| その他諸派 | 6      | 若井千尋(公明党)、杉原克巳(みずほ令和の会)、関谷守彦(日本共産党)、北村彰敏(日本維新の会)、鳥居佳史(市民の会)、若園五朗(新生クラブ) |
| 無会派     | 3      | 馬渕ひろし、棚橋敏明、関谷英樹 |

### 衆議院
- 選挙区：岐阜3区 （関市、美濃市、羽島市、各務原市、山県市、瑞穂市、本巣市、羽島郡、本巣郡）
- 任期：2024年10月27日 - 2028年10月26日
- 投票日：2024年10月27日
- 当日有権者数：406,711人
- 投票率：53.17％

| 当落 | 候補者名 | 年齢 | 所属党派     | 新旧別 | 得票数   | 重複 |
| ---- | -------- | ---- | ------------ | ------ | -------- | ---- |
| 当   | 武藤容治 | 69   | 自由民主党   | 前     | 98,370票 | ○    |
| 比当 | 仙田晃宏 | 42   | 国民民主党   | 新     | 64,039票 | ○    |
| 比当 | 阪口直人 | 61   | れいわ新選組 | 元     | 48,002票 | ○    |

## 出先機関・施設

### 施設

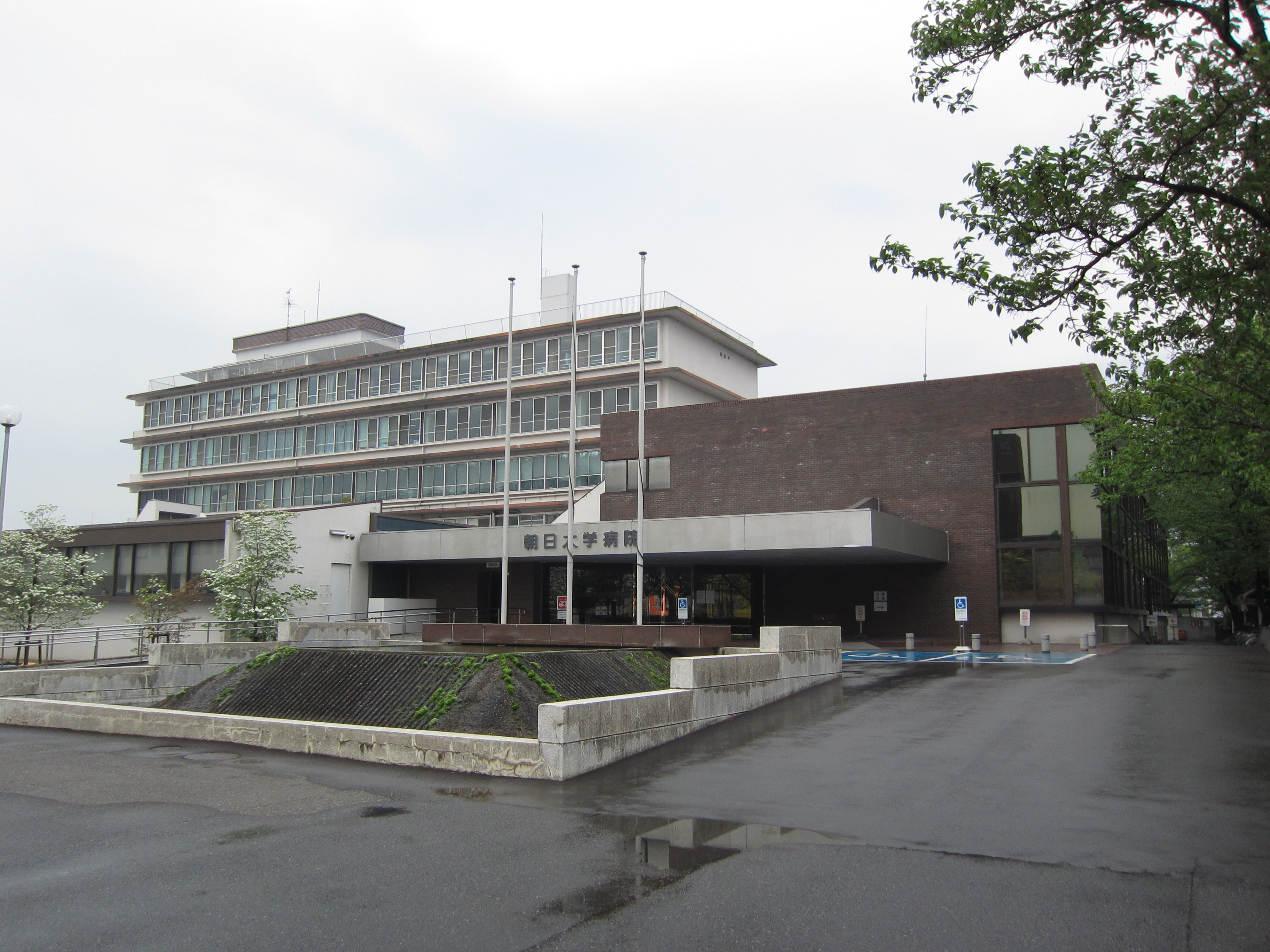
朝日大学医科歯科医療センター

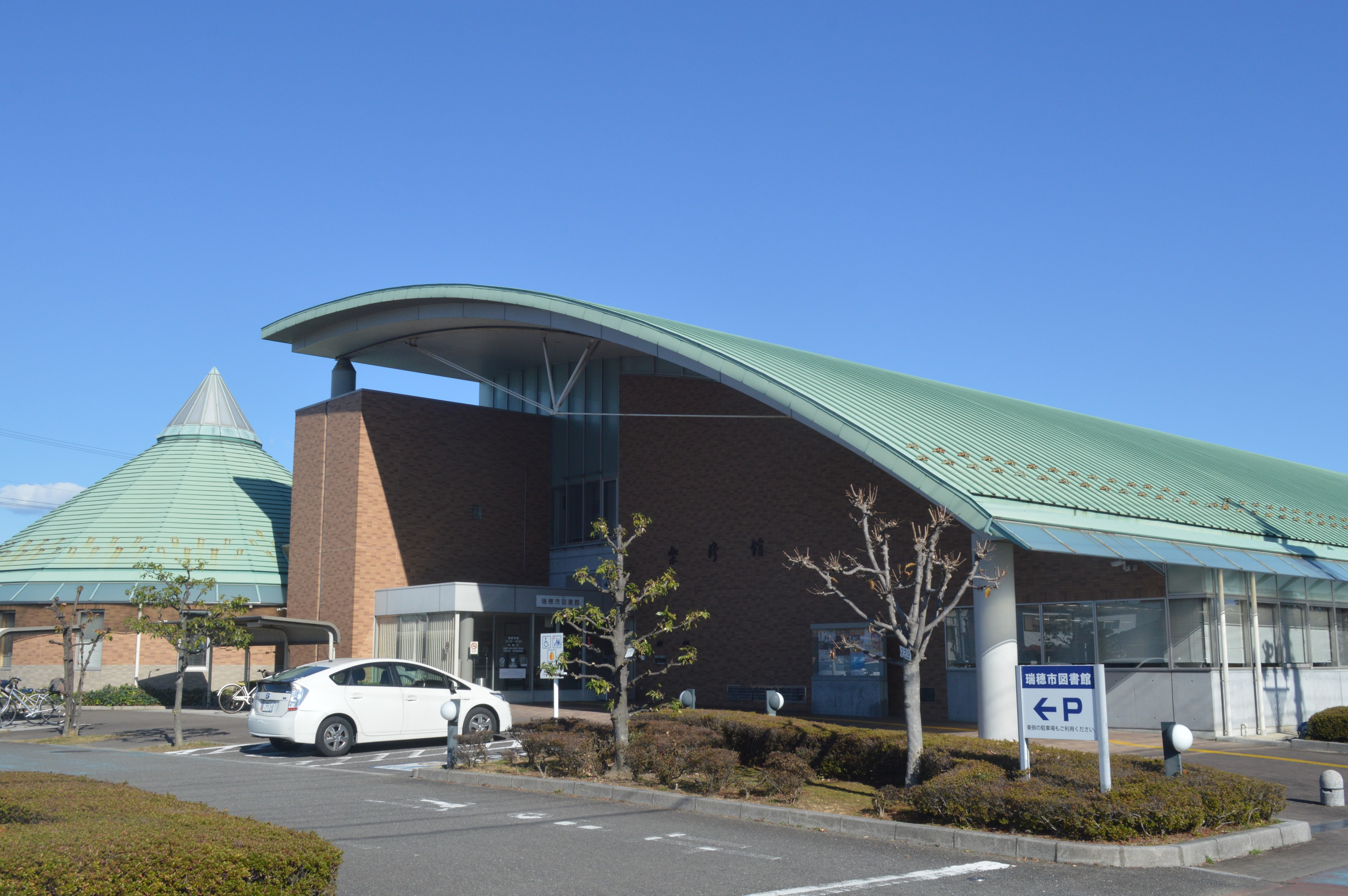
瑞穂市図書館

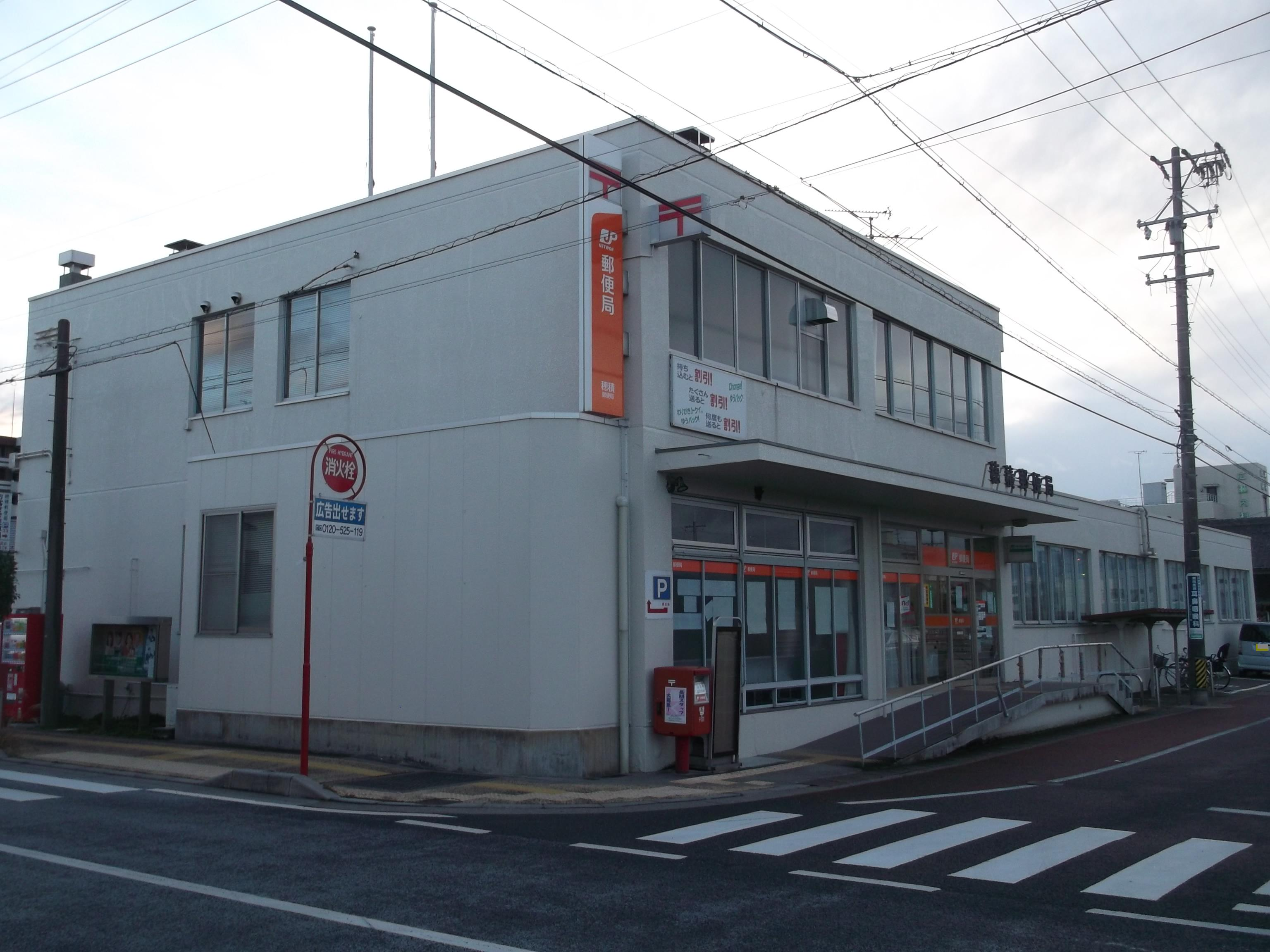
穂積郵便局

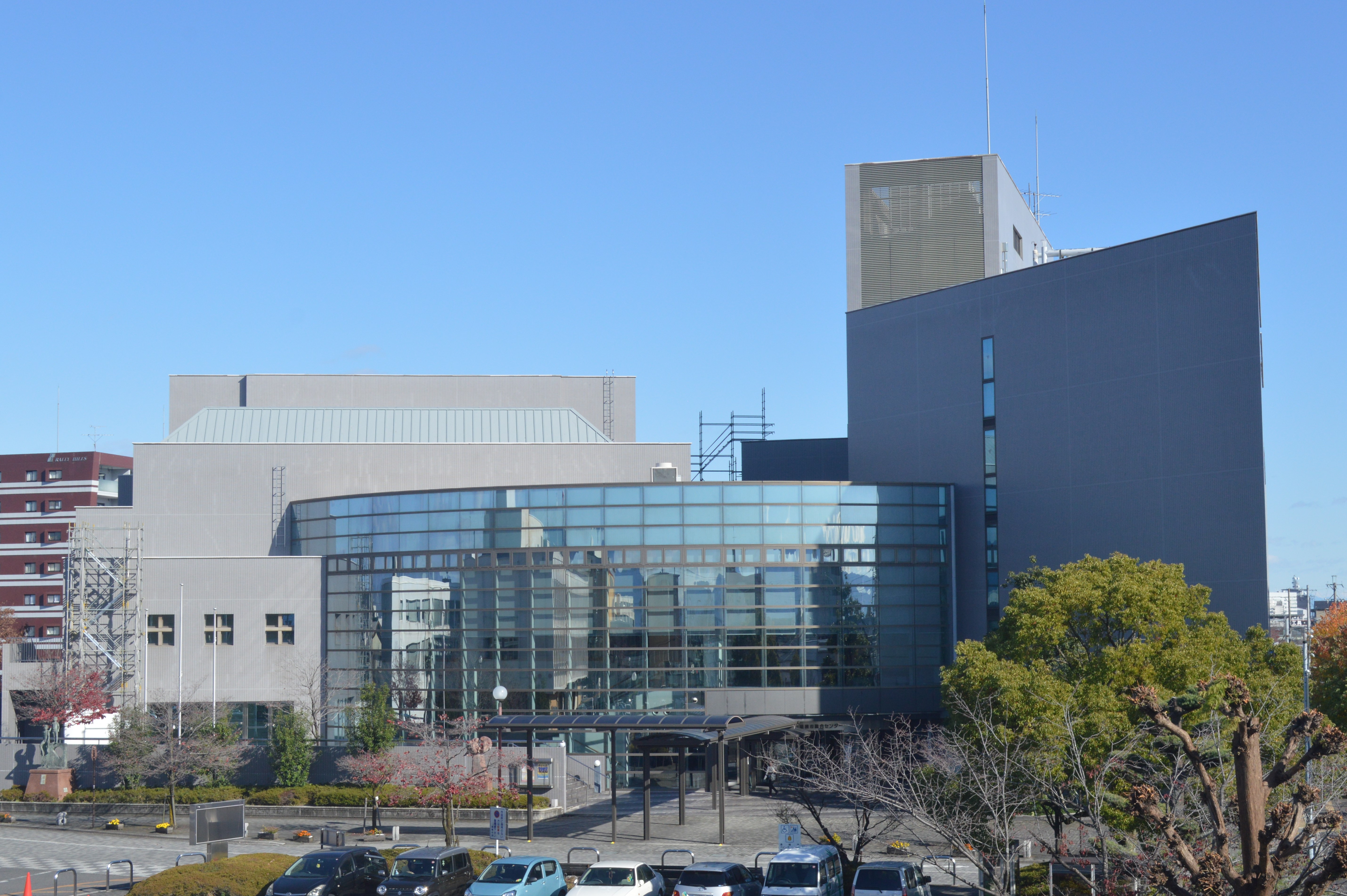
瑞穂市総合センター

#### 警察
本部
- 岐阜県警察 北方警察署

交番
- 穂積交番
- 巣南交番

### 消防
本部
- 岐阜市消防本部

消防署
- 瑞穂消防署
  - 巣南分署

### 医療・福祉
主な病院
- 朝日大学医科歯科医療センター

主な福祉施設
- 瑞穂市老人福祉センター

### 郵便局
主な郵便局
- 穂積郵便局

### 図書館
- 瑞穂市図書館

### 公共施設
- 瑞穂市民センター
- 瑞穂市総合センター
- 瑞穂市巣南公民館
- 瑞穂市牛牧北部防災コミュニティセンター
- 瑞穂市牛牧南部コミュニティセンターつどいの泉
- 瑞穂市本田コミュニティセンター
- 瑞穂市西部複合センター（瑞穂市巣南保健センター・瑞穂市市図書館分館）
- 駅西会館
- うすずみ研修センター

本巣市のうすずみ温泉四季彩館2階。うすずみ温泉四季彩館が2023年3月21日から休業しているため、利用停止中。
- 瑞穂市火葬場
- 瑞穂市郷土資料館

2019年に用途変更により廃止。現・馬場公園集会所

### 運動施設
- 瑞穂市体育館 - 市民センター内
- 穂積グラウンド
- 穂積第2グラウンド
- 糸貫川運動公園
- 糸貫川グラウンド
- 生津スポーツ広場
- 巣南グラウンド
- 中ふれあい広場
- 西ふれあい広場
- 南ふれあい広場
- 弓道場

## 対外関係

### 姉妹都市・提携都市
2020年現在。瑞穂市に姉妹都市は存在しない。
- 瑞穂町（関東地方 東京都 西多摩郡） - 2013年（平成25年）1月31日 - 災害時相互応援協定締結[25]。

## 経済

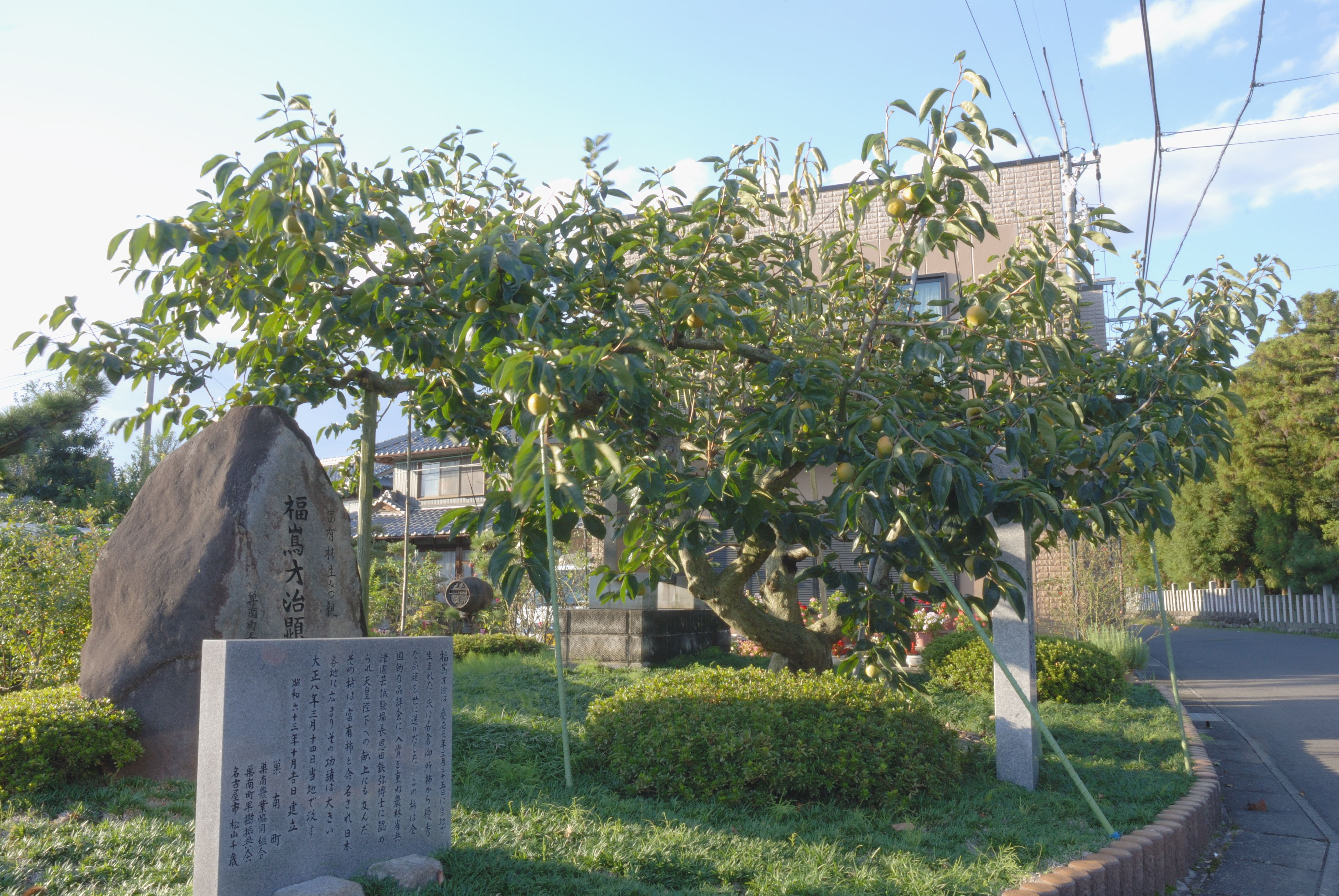
富有柿原木

### 第一次産業

#### 農業
主な特産品
- 柿 - 旧巣南町は富有柿の発祥地。原木は瑞穂市指定天然記念物。
- サボテン - サボテン村は日本一のサボテン専用農場。

### 第三次産業

#### 商業
主な商業施設
- ジョーシン瑞穂店
- DCM21瑞穂店
- トミダヤ
- ドンキホーテ岐阜瑞穂店
- PLANT-6瑞穂店
- 平和堂瑞穂店
- マックスバリュ瑞穂店

### 拠点を置く企業
- 大垣西濃信用金庫（旧西濃信用金庫）
- 岐セン
- 岐阜工業
- 三甲
- 宝機材
- トミダヤ
- 蓑島刺繍

## 情報・生活

### ライフライン

#### 電気
- 中部電力パワーグリッド 岐阜営業所（呂久地区以外）

#### ガス
- 東邦ガス 岐阜支社

#### 電信
- 西日本電信電話（NTT西日本）- NTT西日本-東海（NTTビジネスソリューションズ）
- 市外局番：058（岐阜MA、呂久を除く）、0584（大垣MA、呂久）[26]
  - 揖斐川の右岸に位置する呂久の一部は隣接する大垣市の電話局を使用する。
  - 市外局番が058地区の市内局番は、かつて市外局番が0583だった名残で、300番台を主に使用する。

## 教育・研究機関

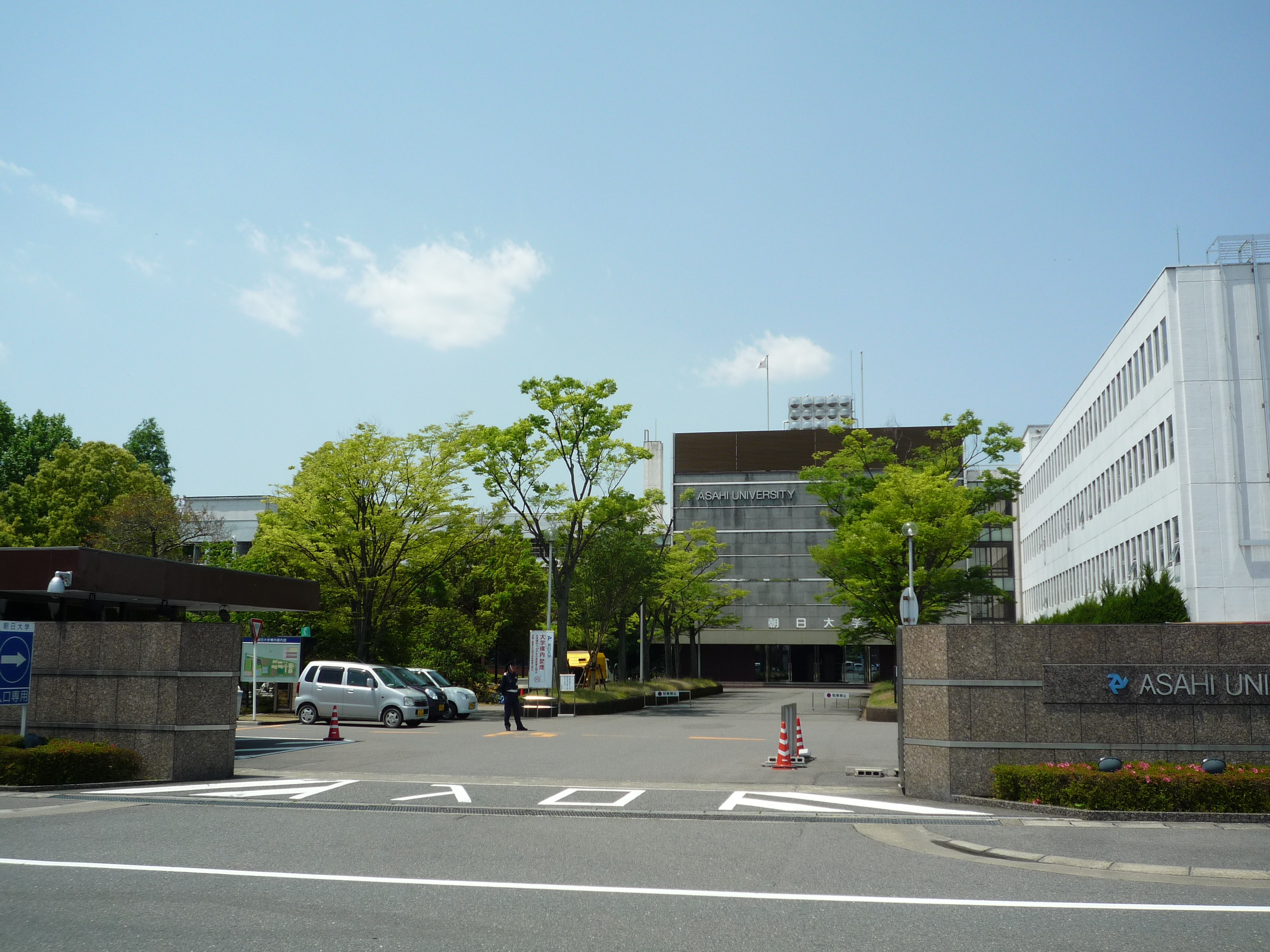
朝日大学

### 大学
- 私立
  - 朝日大学

### 専修学校
- 私立
  - 朝日大学歯科衛生士専門学校

### 中学校
- 市立
  - 瑞穂市立穂積中学校
  - 瑞穂市立穂積北中学校
  - 瑞穂市立巣南中学校

### 小学校
- 市立
  - 瑞穂市立穂積小学校
  - 瑞穂市立本田小学校
  - 瑞穂市立牛牧小学校
  - 瑞穂市立生津小学校
  - 瑞穂市立中小学校
  - 瑞穂市立西小学校
  - 瑞穂市立南小学校

## 交通

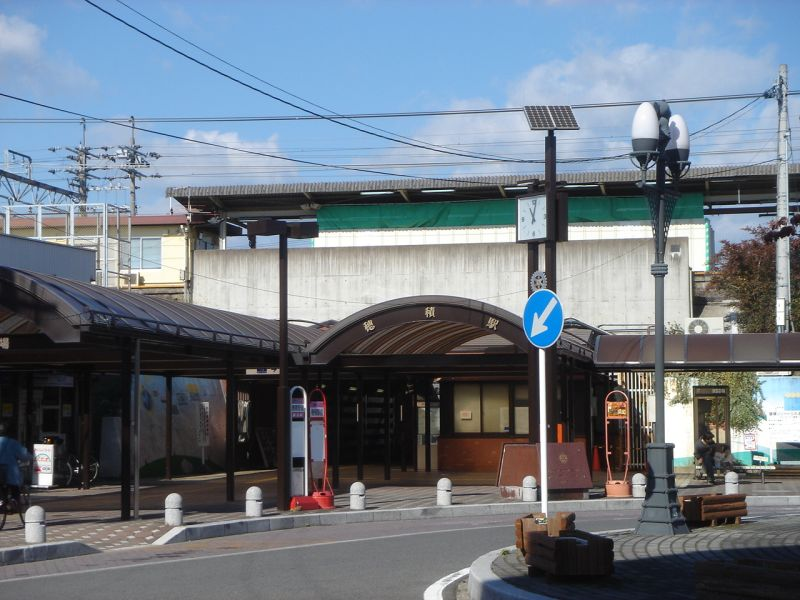
穂積駅

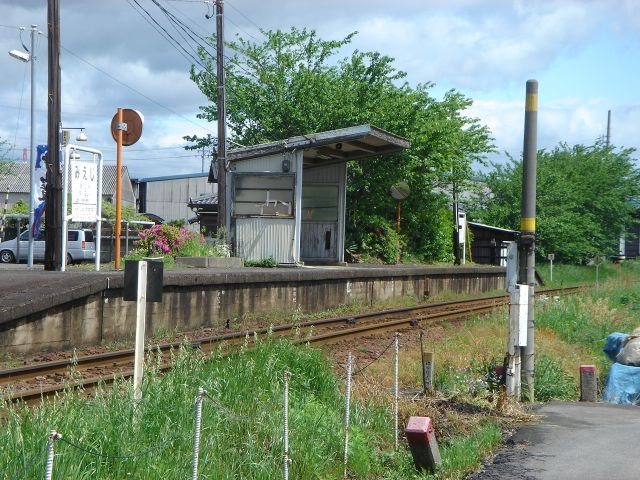
美江寺駅

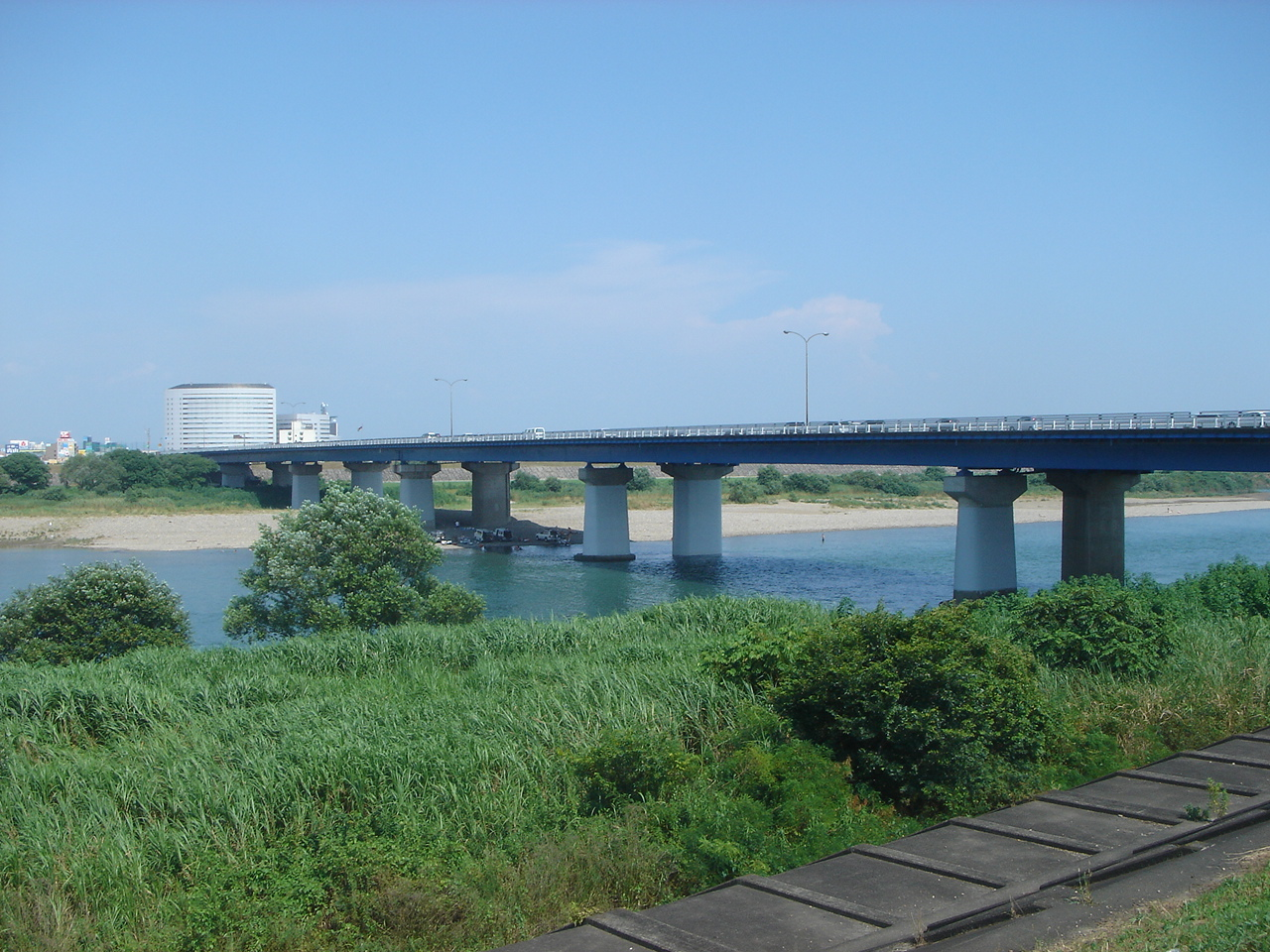
穂積大橋

### 鉄道
市の中心となる駅：穂積駅
東海旅客鉄道（JR東海）
東海道本線：- 穂積駅 -
樽見鉄道
樽見線：- 横屋駅 - 十九条駅 - 美江寺駅 -

### 路線バス
穂積駅を基点として複数の路線が運行されている。
- 岐阜バス
  - 大野穂積線 - 穂積駅と北方町、本巣市糸貫地域、大野町を結ぶ。2005年4月1日に大野町に直行する路線として運行開始、2009年4月1日に北方町、本巣市に停車するよう経路変更、2010年3月を以て北方町方面に向かっていた北方穂積線を廃止[27][28][29]。2019年4月1日に快速便を設定[30]。
- みずほバス - 瑞穂市が運行するコミュニティバス。
- 安八コミュニティバス
  - 北部線 - 宝江の特別養護老人ホームと犀川の商業施設に乗り入れる。

かつては名阪近鉄バス安八穂積線（穂積駅と大垣市墨俣町、安八町を結ぶ路線）が、2018年4月1日に運行を開始したが、2024年10月1日に廃止された。

### 道路
国道21号岐大バイパスが東西に、主要地方道北方多度線が南北に走る。

#### 高速道路
北端に東海環状自動車道が通るが、市内にインターチェンジは設置されていない。南に名神高速道路安八スマートIC、西に東海環状自動車道の大垣西IC・大野神戸IC、北に本巣IC、東に東海北陸自動車道の岐阜各務原ICがある。

#### 国道
- 国道21号（岐大バイパス）

#### 県道
- 主要地方道
  - 岐阜県道・三重県道23号北方多度線
  - 岐阜県道92号岐阜巣南大野線
- 一般県道
  - 岐阜県道156号曽井中島美江寺大垣線
  - 岐阜県道163号墨俣合渡岐阜線
  - 岐阜県道170号田之上屋井線
  - 岐阜県道171号美江寺西結線
  - 岐阜県道172号牛牧墨俣線
  - 岐阜県道188号穂積停車場線
  - 岐阜県道195号岐阜千本松原公園自転車道線
  - 岐阜県道204号穂積巣南線
  - 岐阜県道261号脛永万石線

#### 橋梁
長良川と揖斐川に挟まれ、糸貫川、犀川、五六川などの複数の支流が市内を流れるため、大小多数の橋が架けられている。以下に主要な橋梁を列挙する。
- 長良川
  - 穂積大橋
  - 長良川橋梁
- 揖斐川
  - 鷺田橋
- 犀川
  - 犀川大橋

## 名所・旧跡
- 中山道
  - 美江寺宿
    - 美江神社 - 美江寺宿跡の石碑がある。

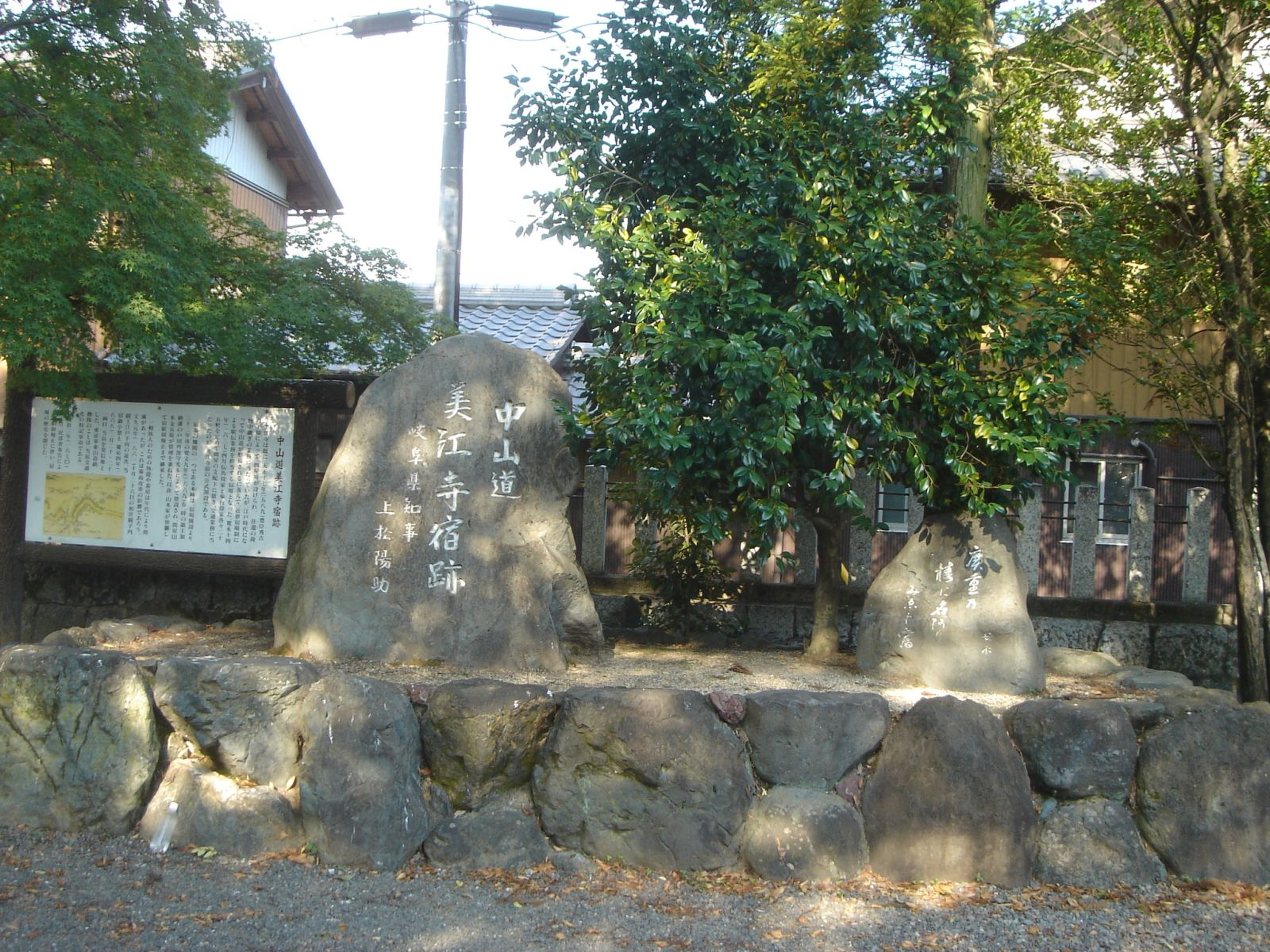
中山道美江寺宿

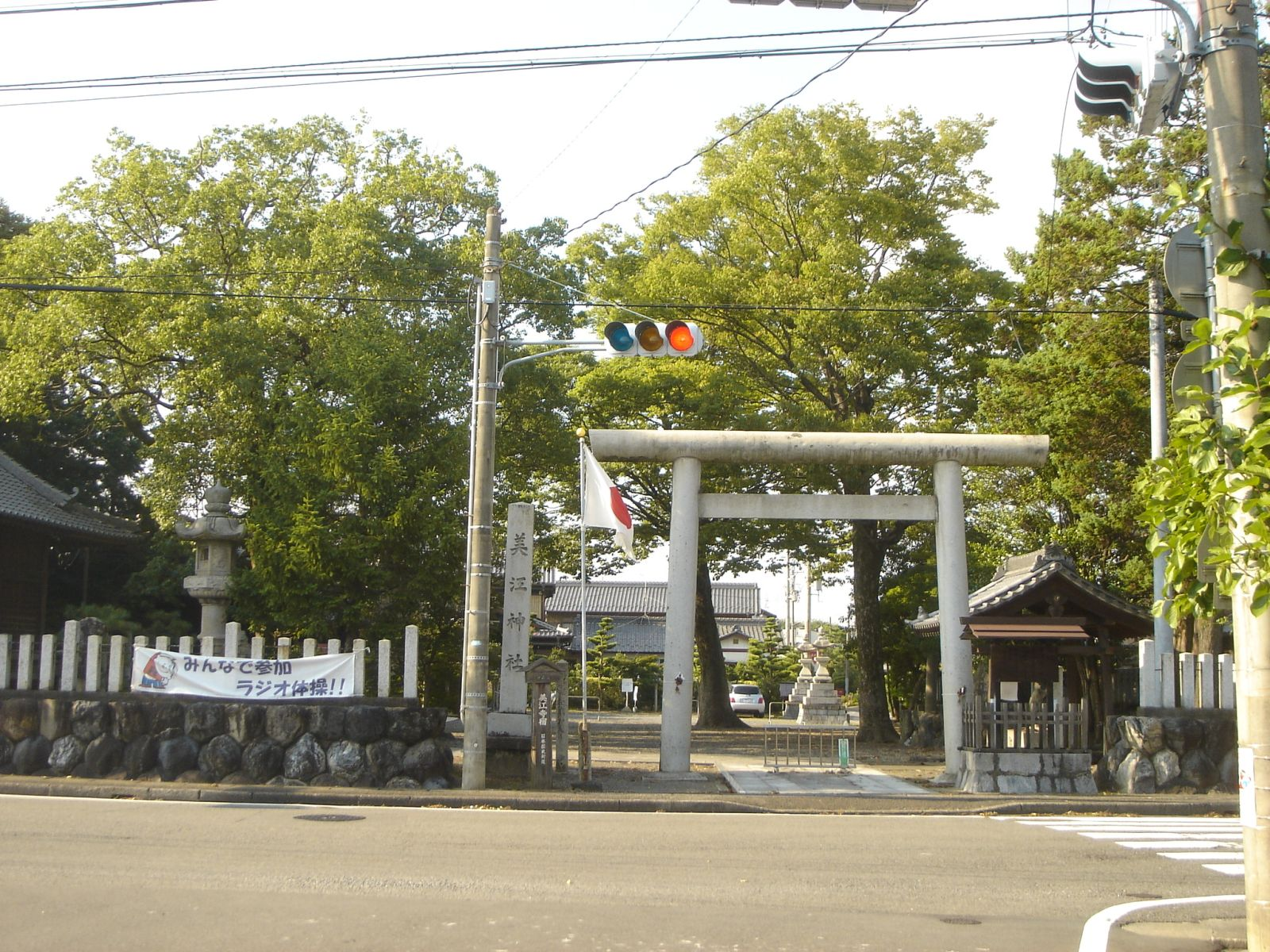
美江神社

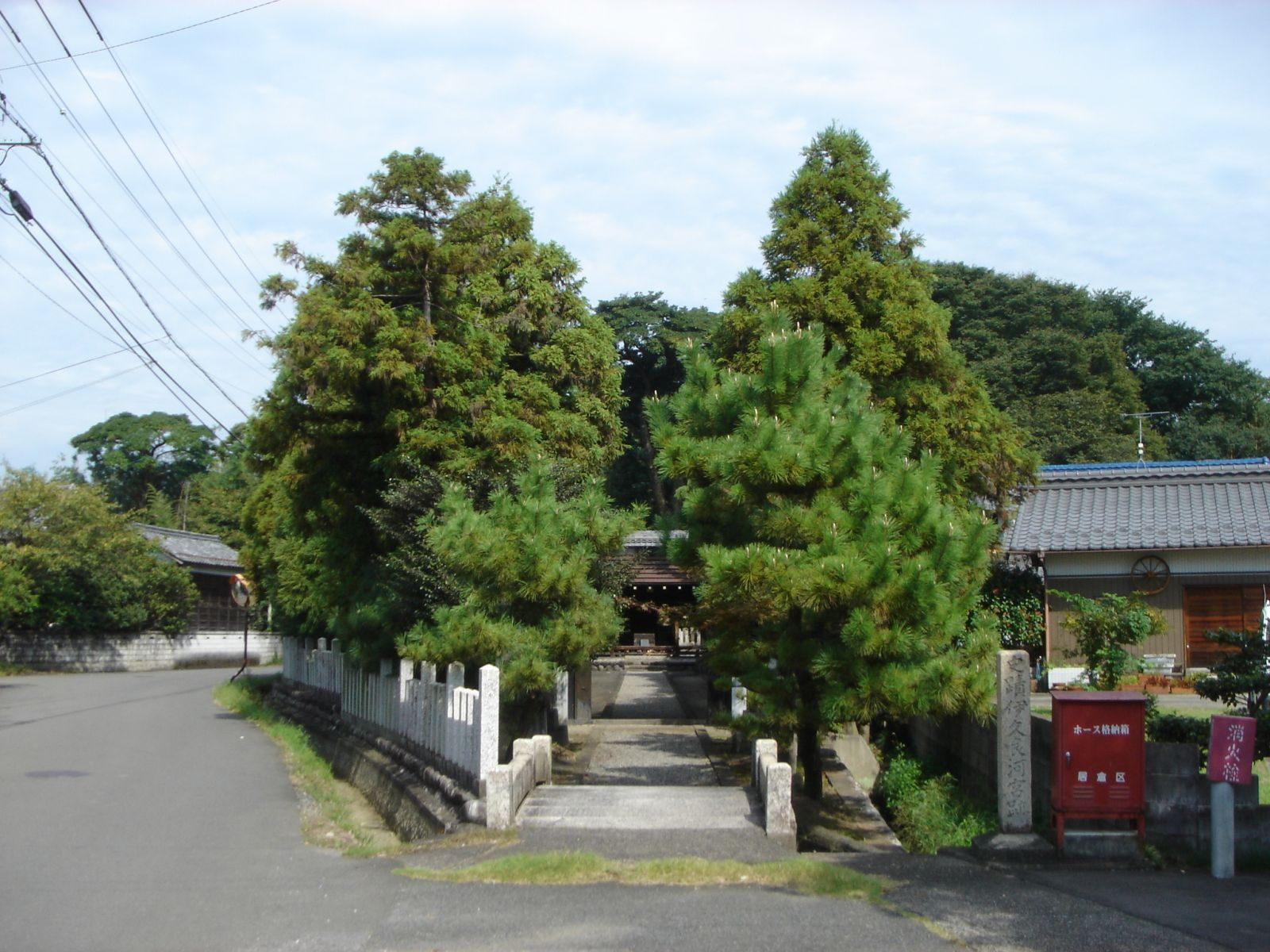
伊久良河宮跡

    - 美江寺観音 - 美江神社境内。斎藤道三により岐阜市に移転。
    - 本陣跡 - 本陣前は特に道幅が広い（千人溜まり）。水害を避けるため高い土地にある。
    - 美江寺一里塚跡

  - 小簾紅園
- 天神神社 - 伊久良河宮跡

### 城跡
主なものを挙げる。
- 美江寺城跡
- 本田城跡
- 十九条城跡
- 十七条城跡
- 別府城跡

### 寺院
主なものを挙げる。
- 花王院
- 観音院
- 修学院宝積寺
- 美江寺観音

## 文化・名物

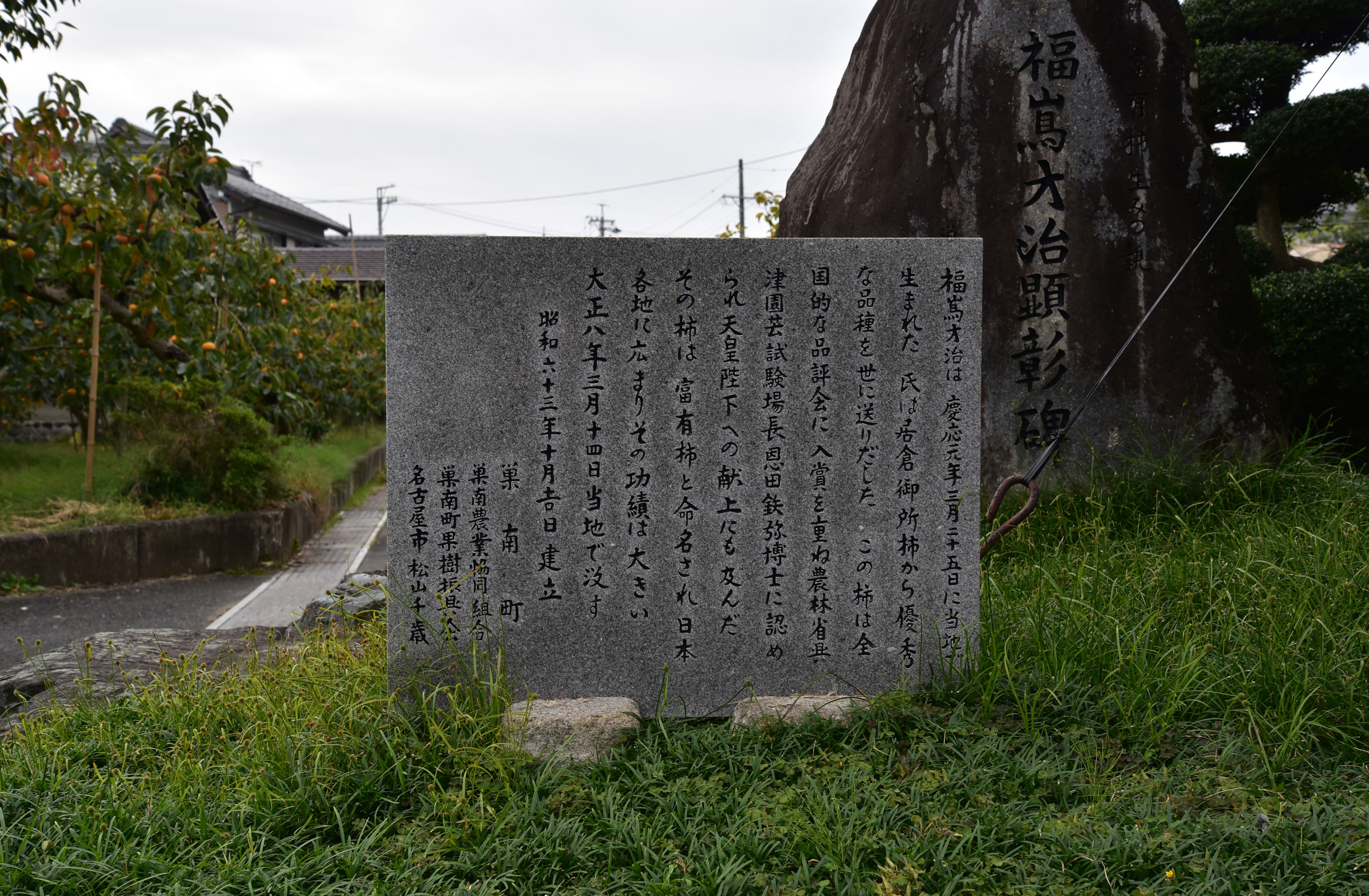
富有柿発祥の碑

### 祭事・催事
- 美江寺宿場祭り - 毎年5月下旬の日曜。
- 汽車まつり - 毎年8月第1土曜・日曜。

### 名産・特産
- 富有柿 - 発祥の地の1つとされる。
- サボテン - サボテン村で生産される[36]。

## 人物
- 名和靖 - 昆虫学者。名和昆虫博物館初代館長。
- 福嶌才治 - 富有柿の生みの親。
- 松野幸泰 - 政治家。岐阜県知事。
- 豊田穣 - 小説家。直木賞受賞。
- 田下憲雄 - インテージホールディングス会長。
- タカ・ヒロセ - ロックバンド・フィーダーのベーシスト。
- 新井祐子 - フェンシング選手。
- 小倉理恵 - フリーアナウンサー。
- 平山浩行 - 俳優。
- 三島想平 - ロックバンド・cinema staffのベーシスト。
- 田口達也 - ロックバンド・Non Stop Rabbitのギタリスト。YouTuber。
- Sano ibuki - シンガーソングライター[37]
- 豊田晃大 - プロサッカー選手。